# گابریل ناوا
گابریل ناوا (اسپانیایی: Gabriel Nava‎; ۲۲ مارس ۱۹۵۲ – ۱۰ سپتامبر ۱۹۸۱) بازیکن بسکتبال اهل مکزیک بود. وی در بازی‌های المپیک تابستانی ۱۹۷۶ شرکت کرده‌است.